# Zhone Technologies
La Zhone Technologies è una società di telecomunicazioni statunitense, con sede ad Oakland, fondata nel 1999 dagli ex manager di Ascend Communications Jeanette Symons, Mory Ejabat e Robert Dahl. È quotata sul mercato azionario NASDAQ.
Il prodotto più famoso dell'azienda è il suo sistema wi-fi SkyZHone Metro, approvato dall'agenzia Rural Utilities Service per l'uso nelle aree rurali.